# Media strumieniowe
Media strumieniowe (ang. streaming) – technika dostarczania informacji multimedialnej przez Internet, od dostawcy transmisji strumieniowej do użytkownika, w sposób nieprzerywany. Media strumieniowe opierają się na transmisji skompresowanych danych multimedialnych. Nie należy mylić mediów strumieniowych z multimedialnymi formatami plików (AVI).
Najczęściej przesyłane w postaci mediów strumieniowych dane to dźwięk (radio internetowe), obraz (telewizja internetowa) oraz dodatkowe dane opisowe, np. napisy do filmu albo nazwy piosenek.
Wyróżnia się dwa rodzaje dostępu do mediów strumieniowych:
- na żywo (ang. live) – transmitowane są dane, które od razu docierają do wszystkich użytkowników z jakiegoś odległego od nich miejsca na świecie przez fale radiowe za pomocą sygnału telewizyjnego, np. transmisja koncertu na żywo, Rodzaj „mediów strumieniowych na żywo” określa się jako „live streaming”. Pojęcie to odnosi się do zawartości Internetu dostarczanego w czasie rzeczywistym. Live Streaming Internet wymaga formy nośnika źródłowego (np.: kamery wideo, interfejs audio, oprogramowanie do przechwytywania ekranu). Transmisje na żywo nie muszą być rejestrowane w momencie powstawania, choć przeważnie tak jest.
- na życzenie (ang. on demand) – serwer ma bazę zarejestrowanych danych multimedialnych. Każdy użytkownik wybiera, który pokaz multimedialny i od jakiego momentu chce oglądać. Przykładem może być tutaj internetowa wypożyczalnia filmów, w której wybiera się jeden z nich i ogląda go przez Internet.

## Media strumieniowe w treściach multimedialnych
Media strumieniowe wykorzystuje się dla następujących typów treści multimedialnych:
- audio – typ mediów do strumieniowania niewymagający dużo czasu do wytworzenia,
- audio ze slajdami – nagranie audio zawierające statyczne slajdy jest jednym z najczęściej używanych metod przy zdalnym nauczaniu inaczej „ilustrowane nagranie audio” (ang. illustrated audio),
- wideo – najbardziej skomplikowany rodzaj mediów strumieniowych, gdyż wymaga dużej przepustowości sieci,
- animacja – połączenie obrazów ruchomych z tekstem. Animacja często jest połączona i synchronizowana z nagraniem audio,
- emisja programów „na żywo” w sieci – metoda najdroższa, wymagająca najwięcej czasu i nakładów. Wykorzystywana jest najczęściej przy konferencjach lub telewizji internetowej[2].

## Protokoły mediów strumieniowych
Wraz z postępem technicznym współczesnego świata permanentnie wzrasta zapotrzebowanie na transfer przez sieci telekomunikacyjne. Odnosi się to do coraz większej ilości danych, szczególnie treści multimedialnych. Przesyłanie plików o coraz większym rozmiarze (np. filmy lub utwory muzyczne) stało się możliwe dzięki szybkiemu rozwojowi i wzrostowi szybkości łączy internetowych.
Istnieje wiele różnych protokołów i formatów przesyłu mediów strumieniowych.
Strumienie audio są kompresowane, aby zmniejszyć rozmiar pliku przy użyciu formatu kodowania audio, takich jak: MP3, Vorbis, AAC. Strumień wideo jest skompresowany przy użyciu formatu kodowania wideo, aby zmniejszyć rozmiar pliku. Formaty kodowania tego typu to przeważnie: H.264, HEVC, VP9. Kodowane strumienie audio i wideo są montowane w pojemniku „Bitstream”, takich jak MP4, FLV, WebM, ASF. Bitstream jest dostarczany z serwera do klienta (użytkownik komputera podłączonego do Internetu) za pomocą protokołu transportowego, takiego jak Adobe RTMP lub RTP.
Często zdarza się, że protokóły transportowe strumieniowe są używane do przesyłania wideo z miejsca zdarzenia do „chmury” usługi transkodowania i CDN, które następnie wykorzystuje protokoły komunikacyjne oparte na protokole HTTP do dystrybucji wideo do poszczególnych domów i użytkowników. Klient (użytkownik końcowy) może wchodzić w interakcje z serwerem za pomocą protokołu kontroli, takiego jak wiadomości MMS lub RTSP.
Projektowanie protokół sieciowy do obsługi mediów strumieniowych rodzi wiele problemów. Protokoły strumieniowe, takie jak protokół datagramów użytkownika (UDP), wysyła strumień mediów w postaci szeregu małych paczek. Jest on prosty i skuteczny. Jednak nie ma mechanizmu w protokole, aby zapewnić stały przepływ danych. Odnosi się to do aplikacji wykrywającej utratę, uszkodzenie oraz odzyskanie danych przy użyciu technik korekcji błędów. W tym celu zostały zaprojektowane protokoły poziomu aplikacji specjalnie do strumieniowego przesyłania multimediów w sieciach, tj.:
- Real-time Streaming Protocol (RTSP),
- Real-time Transport Control Protocol (RTCP),
- Real-time Transport Protocol (RTP).

Połączenia unicast wymagają wielu połączeń z tego samego serwera strumieniowego.

RTSP pracuje nad różnymi protokołami transportowymi, natomiast dwa ostatnie są zbudowane na górze UDP.
Unicast to protokoły wysyłające osobną kopię strumienia multimedialnego z serwera do każdego odbiorcy. Stanowi normę dla większości połączeń internetowych. Wielu użytkowników może zobaczyć ten sam program telewizyjny jednocześnie. Multicast to protokoły, które zostały opracowane w celu zmniejszenia obciążenia serwera i sieci. Wynikają z duplikatów strumieni danych, które występują, gdy wiele strumieni unicast odbiorcy otrzymują niezależnie treści. Te protokoły wysyłają jeden strumień ze źródła do grupy odbiorców. Jedną z potencjalnych wad multiemisji jest utrata funkcji wideo na żądanie. Ciągła transmisja materiału radiowego lub telewizyjnego zwykle wyklucza zdolność odbiorcy do sterowania odtwarzaniem. Jednak problem ten może być złagodzony przez elementy, takie jak serwery buforowania, cyfrowych dekoderów i buforowanego odtwarzacza multimedialnego.
IP Multicast zapewnia środki do przesyłania pojedynczego strumienia mediów do grupy odbiorców za pośrednictwem sieci komputerowej. Multiemisja protokołu, zwykle Internet Group Management Protocol, służy do zarządzania strumieniem multicast do grup odbiorców w sieci LAN. Jednym z wyzwań we wdrażaniu multicast IP jest to, że routery i firewalle pomiędzy sieciami LAN muszą umożliwić przepływ pakietów przeznaczonych do grup multicast. Organizacja mająca kontrolę nad siecią pomiędzy serwerem i odbiorcami (tj. edukacyjnych, rządowych, korporacyjnych intranetów), przesyła protokoły przetworzone takie jak protokół PIM, które mogą być używane do dostarczania zawartości strumienia do wielu lokalnych segmentów Area Network. Masowo dostarczane treści (protokoły multicast) potrzebują znacznie mniej energii i innych zasobów niż powszechnie wprowadzane, niezawodne transmisje multicast i ich preferencyjne stosowanie wszędzie tam, gdzie jest to możliwe, jest poważnym wyzwaniem ekologicznym i ekonomicznym.